# Anne McClain
Anne Charlotte McClain (Spokane, 7 juni 1979) is een Amerikaans ruimtevaarder. Zij werd in 2013 door NASA geselecteerd om te trainen als astronaut en vertrok op 3 december 2018 voor haar eerste missie in de ruimte. 
McClain maakt deel uit van NASA Astronautengroep 21. Deze groep van acht astronauten begon hun training in 2013 en zij werden in juli 2015 astronaut. 
McClain maakte door een personeelswissel onderdeel uit van de reservebemanning voor Sojoez MS-09. 
Haar eerste ruimtevlucht Sojoez MS-11 werd op 3 december 2018 gelanceerd. Zij verbleef 6 maanden aan boord van het Internationaal ruimtestation ISS voor ISS-Expeditie 58 en ISS-Expeditie 59. McClain was samen met Christina Koch geselecteerd om de eerste geheel vrouwelijke ruimtewandeling ooit te uit te voeren. Dit plan moest echter gewijzigd worden toen McClain tijdens haar eerste ruimtewandeling een week eerder erachter kwam dat ze beter in een medium ruimtepak-torso paste. Daarvan was er maar een aanwezig in het ruimtestation en ook Koch had diezelfde maat. Nick Hague verving McClain dan voor die EVA. Tijdens de gehele missie had McClain wel twee ruimtewandelingen.
In maart 2019 maakte McClain een serie humoristische foto’s met een pluche antropomorfe aarde (Earth Buddy) die aan boord van de eerste (onbemande) Crew Dragon (SpX-DM1) als “zero-g indicator“ mee was. Earth Buddy deed daarop mee met allerlei activiteiten van de ISS-bemanning. Deze foto’s werden zeer populair op sociale media.
In 2019 werd McClain ervan beschuldigd aan boord van ISS zich schuldig gemaakt te hebben aan identiteitsfraude. Mocht het ooit tot een veroordeling hiervoor komen dan is zij de eerste pleger van een misdaad in de ruimte in de geschiedenis.
Op 9 december 2020 werd McClain samen met zeventien anderen opgenomen in de eerste groep astronauten voor het Artemisprogramma.